# Argynnis diluta
Argynnis diluta är en fjärilsart som beskrevs av Arnold Spuler 1901. Argynnis diluta ingår i släktet Argynnis och familjen praktfjärilar. Inga underarter finns listade i Catalogue of Life.